# Giorgi Kekelidse

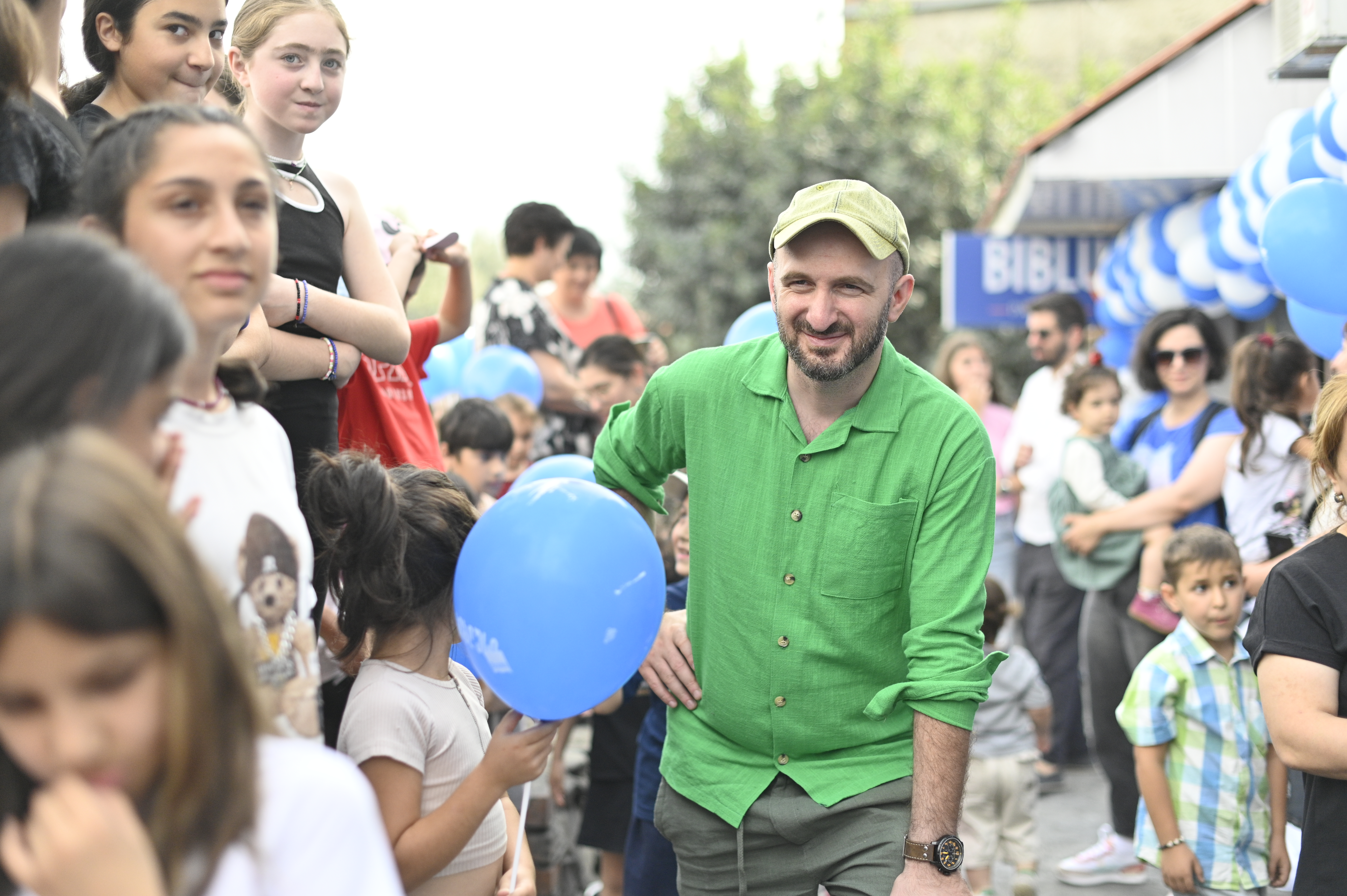
Giorgi Kekelidse (2024)

Giorgi Kekelidse (georgisch გიორგი კეკელიძე, auch: Giorgi Kekelidze; * 10. April 1984 in Osurgeti) ist ein georgischer Dichter und Essayist. Er ist Preisträger des georgischen Literaturpreises Saba, Gründer und Hauptredakteur der Internetbibliothek lib.ge. Er war von 2012 bis zum 11. Januar 2024 Generaldirektor der georgischen Nationalbibliothek.

## Leben
Kekelidse absolvierte 2009 ein Studium an der Philologischen Fakultät an der Staatlichen Universität Tiflis. Von 2006 bis 2008 arbeitete er in der Strafvollzugsanstalt von Rustawi als Lehrer für georgischen Sprache und Literatur. Seit 2009 moderiert er verschiedene literaturkritische Sendungen an diversen Radiosendern.
Seit 2010 ist er Literatur-Kolumnist der Zeitschrift „Tabula“ und Produzent der Fernsehsendung „Rote Zone“. Redaktor bei den georgischen Zeitschriften „Fokus“ und „Tbilisi OUT“. Er hält Vorlesungen über klassische Literatur an der Freien Universität Tbilissi. Er ist Mitglied im Aufsichtsrat des Georgischen P.E.N.-Clubs.
Seit 2012 moderiert er die literarische Fernsehsendung „Interpretation“ – ein gemeinsames Projekt der „Freien Universität Georgiens“, lib.ge und des neugegründeten Kultursenders „achali archi“ (dt. „Neuer Sender“) – wo gemeinsam mit den Studiogästen über die Neuinterpretation der klassischen Literatur diskutiert wird.

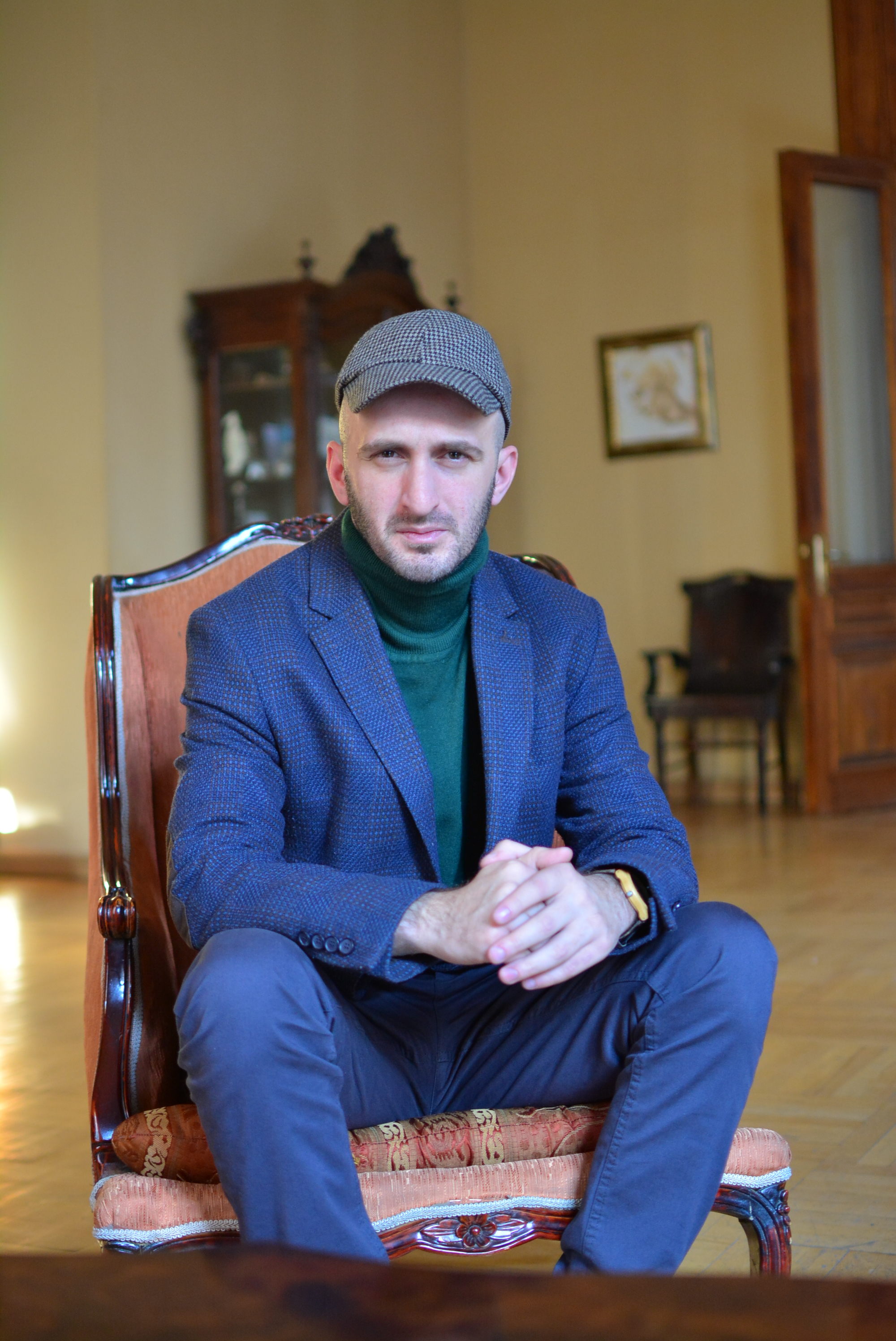
Giorgi Kekelidze in der Nationalbibliothek

Seit 2012 agiert Giorgi Kekelidze der Generaldirektor der Nationalbibliothek Georgiens.
2013 hat Giorgi Kekelidze einen Literaturpreis für Kinderbücher gegründet.
Auf seiner Initiative ist seit 2014 in der Nationalbibliothek die Halle der Emigranten, Halle der Unabhängigkeit, Halle der Muttersprache und Halle der digitalen Fotogeschichte eröffnet worden.
2016 hat Girogi Kekelidze ein Projekt („ekvilibrum“) ins Leben gerufen, das die Erneuerung und Renovierung der Bibliotheken in den georgischen Dörfern umfasst.
2017 ist in einem Nebengebäude der Nationalbibliothek das erste georgische Buchmuseum eröffnet worden.
2018 ist er als erster georgischer Schriftsteller zu Storydrive Asia eingeladen worden.

## Werk
Das poetische Werk Kekelidses umfasst mehrere Gedichtsammlungen, darunter auch „die Oden“, wofür ihm 2009 der georgische Literaturpreis SABA für „das Beste Debut des Jahres“ verleihen wurde. 2011 hat das Verlagshaus „Siesta“ eine Aktion – Bücher auf dem Teller – ins Leben gerufen. Die im Druckhaus gedruckten Buchblätter werden nicht als Buch gebunden, sondern auf den Plastiktellern in den Supermärkten verkauft. Das erste Buch der Aktion war das Gedicht „der Rabe“ von Kekelidse.
Neben seinem poetischen Werk arbeitet Giorgi Kekekildse als Übersetzer. Unter seinen Übersetzungen sind mehrere österreichische Dichter, Märchen der Welt und der Roman des russischen Schriftstellers Sergei Dorenko „2008“.
2014 ist sein Buch – „Gurische Tagebücher“ erschienen. Das Buch ist sofort zum Bestseller geworden. Es basiert teilweise auf wahren Geschichten aus der georgischen Gegend Guria. Das gesamte Honorar aus dem Verkauf der „Gurishe Tagebücher“ hat er der Stiftung für Leukämie-Erkrankungen gestiftet (sein Vater erlag 2013 der Leukämie).
„Gurishe Tagebücher – Buch 2“ ist 2016 ebenfalls zum Bestseller Nr. 1 in Georgien geworden
Im September 2018 ist Giorgi Kekelidzes „Tomas Märchen“ ins Deutsche übersetzt und im „Der Kleine Buch Verlag“ erschienen.
In der Poesie von Giorgi Kekelidze gibt es keine soziale oder patriotische Thematik. Er interessiert sich mehr für die Folklore.
Seine eigenen Gedichte sind in die englische, russische, deutsche, ukrainische, italienische, chinesische und aserbaidschanische Sprache übersetzt worden.

## Auszeichnungen
- 2009: Georgischer Literaturpreis “Saba” – Bestes Debüt für die Gedichtsammlung “Odebi”.
- 2010: Preis des georgischen Ministeriums für Sport und Jugend – Der erfolgreichste junge Mann auf dem Felde der Literatur.
- 2010: Person des Jahres – ausgezeichnet von der Zeitschrift “Heiße Schokolade”.
- 2012: Person des Jahres – ausgezeichnet von der Zeitschrift “Heiße Schokolade”.
- 2013: 50 besten Absolventen der Staatlichen Universität Tbilissi
- 2013: Mushvig Lieteraturpreis
- 2014: Girogi Kekelidzes „Guruli Dgiurebi“ („Gurische Tagebücher“) wird zum Bestseller des Jahres in Georgien
- 2015: Literaturpreis Tsinandali für die gesammelten poetischen Werke
- 2015: Guram Rcheulishvili Literaturpreis für das „Gurische Tagebücher“
- 2015: „Namen 2015“ für das „Gurische Tagebücher“ und für die digitale Fotogeschichte (Projekt des Jahres)
- 2016: Sonderpreis der ersten öffentlich-rechtlichen Rundfunkanstalt Georgiens für das Bildungsprojekt “Ekvilibriumi”. Ziel des Projektes war die Erneuerung der Bibliotheken in den Dörfern Georgiens.
- 2016: Ehrenbürger seiner Heimatstadt Ozurgeti
- 2016: Preis der ersten öffentlich-rechtlichen Rundfunkanstalt Georgiens für das Bildungsprojekt der Elektronischen Bibliotheken
- 2016: „Guruli Dgiurebi“ – Buch 2 (Gurische Tagebücher 2) – wird zum Bestseller des Jahres in Georgien